# Popis likova Čiste ljubavi
Čista ljubav hrvatska je telenovela snimana 2017. i 2018. godine.

## Glavni likovi

### Tomo Vitez
Tomo Vitez glavni je lik Čiste ljubavi. Tomu je jako odredilo odrastanje u sirotištu pored malog mjesta. On i starija sestra Branka nakon fatalne prometne nesreće rano ostaju bez roditelja i završavaju u Domu. Tomo tad ima 6 godina, a Branka 10 godina. Tamo zatiču Tominog vršnjaka Ranka, koji je kao novorođenče ostavljen pred vratima Doma, nepoznatih roditelja. Ranko i Tomo su bili prijatelji u sirotištu do ključnog momenta kada je između njih došlo do raskola (Ranko misli da je zbog Tome završio u popravnom domu što nije istina, a Tomo nije imao prilike objasniti se). Tomi pomaže što ima pomoć najbogatije žene iz mjesta, Edite, poslodavke njegovih pokojnih roditelja koja krije da je bila ljubavnica njegovog oca i da je dijelom kriva za nesreću. Ranko nema nikoga i ništa, osim stigme neželjenog, ničijeg djeteta. Tomo rano odlazi iz mjesta u Zagreb na policijsku Akademiju, a Ranko ostaje u mjestu kao sitni, ali opasan delikvent. U trenutku kad upoznajemo Tomu, to je daleka prošlost. Tomo je opet na životnom dnu dok je Ranko na vrhuncu, vrlo uspješan poduzetnik pred ženidbom. Zapravo, Ranko je kriminalac, tj. mafijaš. Najimućniji je čovjek u mjestu. Tomi je smešteno i proglašen je za kriminalca. Danas je Tomo samohrani otac djevojčice Maše dok ih je njezina majka Helena ostavila. Ranko se od prvog momenta želi riješiti Tome. Kada Tomo to najmanje bude očekivao dogodit će mu se ljubav - Rankova zaručnica Sonja. Iako su se Sonja i Tomo posvađali pri prvom susret, ubrzo se zaljubljuju i Sonja ostavlja Ranka. Nakon spleta okolnosti Sonja se doseljava Tomi i započinju romantičnu vezu. Nove nevolje Tomi stvara povratak supruge Helene, po Rankovom nalogu, koja želi Mašu za sebe. Nakon što se Helena i Tomo pokažu kao loši roditelji, Maša odlazi u dom. Zato Helena odlazi Tomi i predlaže mu da pred socijalnom radnicom glume da su u sretnom braku, kako bi im vratila Mašu. Ona se doseljava u Tominu kuću, te odatle odlazi Sonja. Ubrzo na plesnoj večeri u Vladinom i Emininom kafiću, u uredu, Helena strasno poljubi Tomu, što Sonja vidi te se naljuti. On se osjeća loše te šalje Sonji poruku da se nađu i razriješe sve. Helena vidi poruku i poduzme radikalne mjere - omami ga tabletama i inscenira da ih Sonja zatekne u krevetu. Šokirana Sonja odlazi, uvjerena da ju je izdao. Tomo se budi i zove Sonju, ali ona mu se ne javlja. Zbog toga Tomo Helenu izbacuje iz kuće i time oboje gube svaku šansu da dobiju skrbništvo nad Mašom. Maša se ljuti na njega što je nije izvukao iz Doma, ali se oni mire i uz Heleninu i Editinu pomoć, Tomo odvodi Mašu u kuću Lončarevih, gdje on živi otkako ga je Ranko izbacio iz kuće. Kada mu Dominik zaprijeti da će ubiti Mašu jer je pokušao spriječiti gradnju resorta, on Mašu daje na čuvanje Branki i Blažu, koji s njom odlaze iz Hrvatske. Pomaže Ranku kada ga Dominik smjesti u zatvor zbog ubojstva Rusa. Kada Andrija, Zdenkov sin, Tomi i Ranku kaže da Dominik u svom sefu drži ortačku listu, njih dvojica, preobučeni u policajce, kradu taj papir, i uz Sonjinu pomoć, uspijevaju pobjeći Dominiku. Dominik kasnije otima Sonju, tražeći da mu Tomo preda Ranka i ortačku listu. Kada dođu do Sonje, Dominik namjerava ubiti Tomu, ali ga Ranko sprječava u tome tako što primi metak umjesto njega. Zahvaljujući njima i Andriji, Dominik odlazi u zatvor. Tomo daje Ranku veliku količinu krvi i spasava mu život. Tri sedmice poslije, Tomo i Sonja se vjenčavaju, a šest mjeseci dobivaju zdravog sina i žive u sretnom braku. Na Sonjin i Rankov nagovor, vraća se u policiju i postaje šef policije u Vrhovcu.

### Sonja Lončar
Sonja Lončar je bila natprosječno bistro, veselo, odlučno i jako tvrdoglavo dijete s namjerama i dobrim šansama da osvoji svijet. Dok nije morala naglo odrasti i zatomiti sebe. Najprije je na njezin život utjecao gubitak posla oca Milana i velika obiteljska neimaština, zatim teška bolest majke Jasne (kasnije se utvrđuje da je to tumor na mozgu) i briga za nju i mlađeg brata. Sonja svoju obitelj voli i nije svjesna da se za njih konstantno žrtvuje. U trenutku kad je upoznajemo Sonja je u velikoj životnoj dilemi. Pred udajom je za Ranka i koleba se. Volontira kao teta u vrtiću s prijateljicom Dinom, iako želi biti medicinska sestra. Počinje (vrlo) polako osvještavati da je s njim iz osjećaja dužnosti, a ne ljubavi kao i kakav je i tko je Ranko zapravo. To će za Sonju biti dugotrajan i bolan proces pun suočavanja s izdajama bliskih ljudi, pritiscima, vlastitim zabludama i jakim osjećajem krivnje. Sonja se odlučuje i ostavlja Ranka. Nakon što Jasna mora ići na operaciju mozga Ranko se ponudi dati novac, no pod uvjetom da se Sonja uda za njega. Sonja na to pristaje, ostavljajući Tomu. Nakon pucnjave na vjenčanju Sonja je ozlijeđena i Ranko ne pušta nikome vidjeti ju, pa čak ni njezinoj obitelji. Tomo spašava Sonju zatočeništva i počinju zajednički život. Kasnije saznaje kako je trudna s Tomom, no to krije. Jedino Edita zna za njezinu trudnoću. Nakon što se Helena i Tomo pokažu kao loši roditelji, Maša odlazi u dom. Zato Helena odlazi Tomi i predlaže mu da pred socijalnom radnicom glume da su u sretnom braku, kako bi im vratila Mašu. Ona se doseljava u Tominu kuću, te odatle odlazi Sonja. Ubrzo na plesnoj večeri u Vladinom i Emininom kafiću, u uredu, Helena strasno poljubi Tomu, što Sonja vidi te se naljuti. Tomo se osjeća loše te šalje Sonji poruku da se nađu i razriješe sve. Helena vidi poruku i poduzme radikalne mjere - omami Tomu tabletama i inscenira da ih Sonja zatekne u krevetu. Šokirana Sonja odlazi, uvjerena da ju je Tomo izdao. Tomo se budi i zove Sonju, ali ona mu se ne javlja. Tomo izbacuje Helenu i njih dvoje se mire. Ponovo se posvađaju kada Ranko kaže Tomi da je Sonja trudna s njegovim djetetom, ali se izmiruju kada je Tomo spasi od Rusa koji želi ubiti Sonju jer je pokušala da Snježanu nagovori da se vrati u Vrhovac, iako joj je kad je prvi put zatočio rekao da zaboravi Sneki. Tom prilikom Tomo teško rani Rusa, ali ga Sonja, Branka i on spašavaju. Kada Tomo i Ranko, preobučeni u policajce, ukradu ortačku listu iz Dominikova sefa, Sonja izaziva prometnu nesreću da bi ih spasla. Dominik ju otima da bi od Toma dobio Ranka i ortačku listu. Tomo i Ranko ju uspijevaju osloboditi od Dominika. Tri sedmice poslije, Tomo i Sonja se vjenčavaju, a šest mjeseci dobivaju zdravog sina i žive u sretnom braku. Sonja je ispunila očevu želju i vratila se studijama medicine.

### Ranko Novak
Ranko Novak je za razliku od Tome, koji je ipak imao sestru i Editu, Ranko nije imao ništa, osim sramote, zavisti, gorčine i vjere u sebe. Odgajajući sam sebe i snalazeći se u teškim uvjetima, odmalena je pokazivao snažnu volju i iznimnu inteligenciju. Uz pomoć poslovne partnerice i usputne ljubavnice Snježane stvara poslovno carstvo. Poduzetnik, lokalni moćnik, vlasnik casina As, koji je donedavno bio i bordel te poprište mnogih mutnih poslova i dogovora. U trenutku kad upoznajemo Ranka, priča s prostitucijom je završena, on želi legalizirati svoje poslove. Ranko je pred ženidbom sa Sonjom i ostvarenjem jako velikog poslovnog plana. Konačno će postati ugledan građanin, elita. Više mu ne trebaju šverc i prostitucija, a i misli da je bilo krajnje vrijeme da se iz toga (nekažnjeno) izvuče. Kupuje i najljepšu i najveću kuću u kraju - vilu bogate, ali nesretne udovice Edite - ne znajući da zapravo pregovara s majkom i cjenka se oko vlastite djedovine. Planovi mu padaju u vodu ponovnim susretom s Tomom. Nakon što istina o Rankovom podrijetlu izlazi na površinu, Edita je odlučna približiti se Ranku, no on joj jasno daje do znanja kako ju ne prihvaća kao majku. Kada sazna da su mu Tomo i Branka brat i sestra po ocu, uz Dominikovu pomoć postaje Mašin skrbnik i dovodi ju da živi s njim u njegovoj (nekada Editinoj) vili. Postupno prihvaća Editu kao majku, a mijenja se nabolje kada se Snježana vrati u Vrhovac. Daje Sonji razvod, a Snježani prepisuje polovicu resorta da bi joj pokazao koliko voli svoga sina. Naposljetku, odustaje od gradnje resorta iz sažaljenja prema stanarima radničkog naselja i time Dominika navede da ga se riješi, a Snježana misli da ju je prevario. Dozvoljava da Maša živi s ocem, kao i da napusti zemlju s Blažom i Brankom. Završava u zatvoru zbog Rusovog ubojstva, ali mu Tomo i Sonja pomažu da pobjegne kada saznaju da mu je Dominik smjestio. Zajedno s Tomom krade ortačku listu iz Dominikovog sefa i uspijevaju spasiti Sonju od Dominika. Kada Dominik pokuša ubiti Tomu, Ranko se baca pred metak i tako Tomi spasi život. Tomo mu daje veliku količinu krvi i tako ga spasi od sigurne smrti. Poslije Tominog i Sonjinog vjenčanja, svojevoljno odlazi u zatvor, gdje od Dominikovog tjelohranitelja saznaje da mu je sin živ. Tomo ga pronalazi i njih dvojica odlaze po njega u sirotište.

### Snježana Mamić
Snježana Mamić sebe prezentira kao uspješnu, emancipiranu poslovnu ženu dok je zapravo vodila bordel i Rankova je desna ruka i ljubavnica. Nakon niza godina prostitucije, Ranka je upoznala kao mladića i brzo shvatila da je sposoban te da joj može pomoći da se osamostali i proširi "posao". Ranko je tako od njezina pomoćnika i zaštitara ubrzo stasao u samostalnog kriminalca. Vremenom su posao proširili i zamijenili mjesta kao i omjere snaga. Snježana prirodno nije zadovoljna Rankovom dominacijom, ali je prihvaća i čeka svoj trenutak. Izrazito ne voli Sonju, na koju je na jedan način i ljubomorna. Ide joj na živce što je ona morala za sve krvavo boriti i teško steći dok se "mutavoj" kako zove Sonju iza leđa sve servira na dlanu - i muž i pare i još je se štiti od stvarnosti. Osjeća da Ranko misli da je Sonja bolja od njih i to je duboko vrijeđa. Svađa s Asjom, nekadašnjom prostitutkom u Rankovom i njenom bordelu rezultira njihovim naguravanjem smrtonosnim po Asju. Snježana je imala plan da ona i Ranko prikažu da je Sonjin brat Vlado zapravo Asjin ubojica, ali je Ranko u početku dvojio po tom pitanju. Kada je Milan dao Vladi lažni alibi, Snježana je falsificirala Asjino oproštajno pismo tako da je njena smrt prikazana kao samoubojstvo. Sprijateljuje se s Asjinom sestrom Eminom koja joj je podrška u trenutku kada saznaje da čeka Rankovo dijete. Snježana se nadala obiteljskom životu s Rankom i njihovim djetetom, a te nade su dodatno podgrijane vjenčanjem s Rankom. Kada sazna da je to vjenčanje bilo lažno, tj. da je Ranko potplatio matičara da ga ne provuče kroz knjige, posvađa se s Rankom i skače u provaliju iz koje je spašava Rus. Ranko misli da je Snježana mrtva. Našla je utočište kod Dominika, Rankovog prijatelja. Kada pranje novca preko kafića Feniks (koji je u međuvremenu postao Vladin) ne uspije, Dominik ju dovodi u Vrhovac. Ranko joj prepisuje polovicu resorta da bi joj pokazao koliko mu je stalo do djeteta, ali će ona, spletom okolnosti, pomisliti da je ponovno prevarena i nastavlja s osvetom Ranku, uz Dominikovu pomoć. Na dan njezinog porođaja, Emina saznaje tko je zapravo ubojica njezine sestre Asje, te dolazi u Dominikovu (bivšu Rankovu) kuću s pištoljem, uporna u želji da ubije Snježanu. Međutim, Snježanin porođaj kreće i Emina uzima mobitel zvati hitnu. Tada ulazi Dominik, vidi situaciju i odlučuje je preokrenut u vlastitu korist. Naime, saznao je da Snježana na mobitelu ima dokaze da je on ubio Rusa, te ne dozvoljava Snježani da ode u bolnicu i zaključava Eminu i Snježanu u sobu. Kasnije, Dominik ulazi i Emina puca u njega, no promaši ga. Tada ga Snježana u neizdrživim bolovima moli za još jednu uslugu. Dominik se neočekivano smiluje, međutim dovodi svog doktora u kuću, koji porađa Snježanu u spavaćoj sobi. Prije samog poroda, doktor saznaje da je porod krenuo dva mjeseca ranije i da je beba naopačke, te da Snježana mora ići na carski rez u bolnicu. Međutim, Dominik to ne dozvoljava. Doktor je zato prisiljen natjerati Snježanu da bira između sebe i svoga sina, zbog nedostatka uslova za siguran porod. Snježana odlučuje da se žrtvuje za život svog sina, te zove Eminu da joj reče posljednju želju. Prvenstveno, moli je za oprost, zbog zataškavanja ubojstva koje je počinila, a zatim da kaže Ranku da mu je sve oprošteno. Moli je da sačuva njezin mobitel, ne govoreći joj šta je na njemu. Emina u suzama izlazi. Doktor porađa Snježanu i rođen je zdrav dječak. Emina u sobi nalazi mrtvu Snježanu. Vraća se dole i pokušava neprimjetno uzeti mobitel, što ne uspijeva, te ga Dominik kasnije uništi. Snježanin i Rankov sin odveden je u bolnicu, odakle ga Dominik uz pomoć doktora koji je porodio Snježanu, krade i odvodi, a Editi i Ranku govore da je beba mrtva. U posljednjoj epizodi, nakon što su Dominik i jedan od telohranitelja ubijeni, pronađen je drugi, koji ih dovodi do djeteta, koje stiže u Vrhovac i nastavlja živjeti s ocem. Ranko ipak nikad neće moći prežaliti voljenu Snježanu.

### Edita Leskovar
Edita Leskovar se, dok se Tomo s kćeri nije iz Zagreba vratio u kućicu na rubu Editinog imanja, teško borila s prazninom. Nemajući razloga za ostanak u mjestu, kuću i imanje je odlučila prodati Ranku i starost proživjeti putujući. Međutim kad se Tomo vrati, Edita se naglo predomisli i time opasno poremeti Ranku planove, koji odmalena sanja da živi u najljepšoj kući u mjestu i time pokaže svima da je uspio. Usamljena Edita se jako angažira oko Tome i Maše, što Tomo prima suzdržano, ali sa simpatijama. Međutim, Tomina sestra Branka ne podnosi Editu i ne želi ni živjeti u kućici koju im je Edita darovala nakon prerane smrti njihovih roditelja, radnika na imanju Editinog pokojnog muža. Tomo ne razumije sestrine motive, niti mu ih Branka želi reći. Edita je zapravo bila ljubavnica njihovog oca Damira. Zbog toga su se Tomini i Brankini roditelji Damir i Marija često svađali, a i poginuli. Editi je Damir bio ljubav života, a ujedno i najveća bol. Ubrzo upoznaje Tominog kolegu Zdenka zvanog Profesor, u kojeg se zaljubljuje i s kim kreće živjeti. Kasnije, saznaje kako je njezin sin zapravo živ i da je u pitanju Ranko. Edita se želi zbližiti s Rankom, međutim on ju ne prihvata kao majku. Ipak ne odustaje. Da bi se približila sinu,  raspara darovnicu namijenjenu Tomi te time Tomu dovodi na korak do izbacivanja iz kuće što Ranko i učini. Utječe na Ranka da pokaže svoju dobru stranu. Daje Ranku oružje da bi se mogao obraniti od Dominikovih plaćenika. Živi s Profesorom i Rankom, a Tomo, Sonja i Maša su se privremeno doselili kod nje jer na mjestu kuće Lončarevih prave veću kuću zbog skorog Sonjinog porođaja.

### Branka Vitez
Branka Vitez je jedra, bucmasta, širokog osmijeha, grlenog smijeha, ljepuškasta i okretna. Bez puno šminke, jednostavnog, ali dopadljivog stila. Simpatična. Tomina starija sestra, frizerka. Jako vezana uz brata, obožava nećakinju Mašu. Vrijedno radi u svom salonu i sanja da ima veliki centar za uljepšavanje. Nema dečka, ali to je nimalo ne zabrinjava, ne vidi preveliku sreću u udaji. A i ne da joj se treptati okicama i praviti bedasta - njezine riječi. Odgovara joj biti samostalna i želi biti poslovno uspješna. Kad se Tomo vrati u mjesto, bez posla, žene i s malom kćeri, Branka mu u svemu pomaže, gotovo se useli k njima. Imaju fantastičan odnos pun ljubavi i poštovanja, u kojem Branka ponekad, iz navike, zauzima majčinsku poziciju. Krije od Tome istinu o nesreći njihovih roditelja. Branka se zbližava s Blažom, ali s Hrvojem doživljava pravu ljubav, što nervira Blaža. Kasnije joj Ranko otima frizeraj kako bi napakostio Tomi. Razočara se u Hrvoja kad sazna da je on pomogao Ranku da se spasi zatvora i Heleni da pobjegne s Mašom. Iako govori kako ne želi imati išta s Blažom, postaje ljubomorna kad on izlazi s Dinom. Gogina je cimerica. Kada sazna da je Blaž zbog nje prekinuo vezu s Dinom, ulazi u vezu s njim. Kada Tomo ostane bez šanse da dobije skrbništvo nad Mašom, zapošljava se kao Rankova sluškinja da bi joj postala skrbnica. Udaje se za Blaža i njihovo vjenčanje postaje simbol otpora deložaciji radničkog naselja. Branka s Blažom i Mašom napušta Hrvatsku da bi Mašu zaštitili od Dominika. Vraćaju se u Vrhovac na Sonjino i Tomino vjenčanje, a Goga joj, kao nova gradonačelnica, vraća salon koji joj je Ranko oteo.

### Jasna Lončar
Jasna Lončar je Sonjina i Vladina bolesna majka. Milanova je supruga. Jasna je svoj život posvetila obitelji. Suprug Milan joj je bio prva ljubav i ostao jedini muškarac u njezinu životu, a kćer Sonja i puno mlađi Vlado su joj bili izvor radosti i jedina briga i odgovornost. Kada je Milan u ratu ostao bez posla, ona mu je bila podrška i šila je da pomogne obitelji. Sa Sonjom ima složen odnos, pun ljubavi, ali i trzavica, zbog majčinih velikih očekivanja, konzervativnih te pomalo tvrdih stavova. Dok joj je Vlado mezimac i s njim ima topliji odnos. Od njega kao muškarca očekuje manje nego od Sonje, što se posljedično čini kao veća privrženost. Bolesna je, često ne može prepoznati djecu i supruga, gubi se, a jednom je čak pokušala i ubiti Sonju. Kasnije se utvrđuje kako ima tumor na mozgu i kako mora ići na operaciju. Operaciju plaća Ranko i zauzvrat traži da se Sonja uda za njega, iako je ona prije toga već prekinula s njim. Nakon što saznaje kakve je sve stvari Milan radio za Ranka i kako je tjerao njihovu kćer da se uda za kriminalca otvoreno mu govori kako ne želi više imati ikakve veze s njim i da je zaboravi. Nakon što im Ranko otima kuću, odlazi kod Edite. Oprašta Milanu nakon njegove smrti. Nakon što se Edita udalji od Jasne i Profesora, njih dvoje se zbližavaju i pokušavaju ući u vezu, međutim oboje priznaju da vole netkog drugog. Na kraju serije, otvara krojačku radnju.

### Milan Lončar
Milan Lončar je Jasnin suprug i Sonjin i Vladin otac. Zaposlen je kao knjigovođa kod Ranka. Njemu je obitelj najvažnija te ih sve jako voli. Alkoholičar je, zbog toga je često ulazio u sukobe s obitelji. Boji se Ranka i slijepo izvršava sve njegove zapovjedi. Zbog toga i tera Sonju udati se za njega, iako je ona to jednom prilikom početkom serije, rekla kako to ne želi. Kako god, grize ga savjest zbog toga što obitelji ne govori za kakvog se zapravo Sonja čovjeka udaje. Lagao je Hrvoju da je s Vladom bio u bordelu na dan Asjinog ubojstva, kako bi ga spasio zatvora, no to je rezultiralo Vladinom ljutnjom jer je povjerovao u to, te mu je uručio otkaz. Jasna odbija razgovarati s njim nakon što joj priznaje tko je Ranko. U želji da spasi kćer od vjenčanja s Rankom i moren grižnjom savjesti, odlučuje upucati Ranka. Međutim, Rus ga povuče i on upuca Sonju. Zbog toga ga se cijela obitelj odriče i on odlazi u zatvor. Kasnije ga Hrvoje pušta pod uvjetom da svjedoči protiv Ranka, jer je Hrvoje otkrio Rankove mutne poslove. Međutim, Hrvoje biva ucjenjen da pusti Ranka. Nakon toga shvaća da će Ranko uvijek biti prisutan u životu njegove obitelji. On odlazi k njemu i govori mu kako će sve reći policiji ako obitelji ne vrati kuću iz koje ju je istjerao, preda Vladi kafić i ostavi Sonju na miru. Nakon toga, gonjen krivnjom, oduzima si život - odlazi u šumu i objesi se. Pronalazi ga Sonja. Cijela obitelj je u žalosti.

### Vlado Lončar
Vlado Lončar je Sonjin mlađi brat, Rankov "pripravnik". Mlad, naivan, lakovjeran, optimističan, entuzijastičan, spretan na jeziku i vješt u laganju, kreativan u smišljanju načina kako se izvući iz problema u koje redovno upada. Velikih snova, samouvjeren i vječno nasmijan. Neozbiljan, šarmantan i spretan te potpuno fasciniran Rankom. Radi u njegovom kafiću i tamo je često prijedmet sprdnje Ranka, Rusa i Snježane. Nema pojma tko je zapravo Ranko i čime se bavi. Zaljubljen je u Asju, za koju ne zna da je prostitutka i s njom dogovara zajdnički bijeg. Međutim, Asja se ne pojavljuje jer je Snježana ubija. Vlado misli da ju je zeznula. Kasnije u Vrhovac stiže Asjina sestra Emina u potrazi za njom i Vlado i ona se zbližavaju. Vlado joj govori kako nije poznavao Asju i pomaže joj. Zaljubljuju se. Nakon što je Asjino telo pronađeno, Snježana odluči smjestiti Vladi da je on ubio Asju. Glavni dokaz joj je njegova košulja u kojoj je Asja pronađena. Sva sumnja pada na njega. Nakon što otkriva da ju je lagao i da je vjerojatno Vlado ubio Asju, Emina prekida s njim. Kasnije svi, osim obitelji Lončar i Tome uvjereni su da je Vlado ubio Asju. Inspektor Hrvoje ga dolazi uhititi, no Vlado sjeda u sabotirani automobil bez kočnica, koji je Ranko namijenio Tomi i bježi. Policija ga sustiže i on pokušava zakočiti, no ne može, te se slupa. Dobiva teške ozljede na mozgu, no sve ipak biva dobro. Međutim, noć Asjinog ubojstva mu biva izbrisana iz sjećanja. On polako počinje vjerovati da je kriv. Tomo se bori za njegovu nevinost. Kasnije uz pomoć Snježane i Rusa bježi iz bolnice, gdje ga policija drži pod prismotrom. Bježi u napuštenu tvornicu u Vrhovcu, krije se tamo danima. Tomo ga uvjerava da izađe, on ga posluša, te biva uhićen. Iz zatvora ga vadi Milan, koji laže Hrvoju kako su on i Vlado bili s prostitutkama, a kao svjedoka dovodi Saru. Sara je bivša radnica Rankovog bordela koju je Milan platio da laže. Kasnije se ljuti na oca što je prevario Jasnu i uručuje mu otkaz. Miri se s Eminom nakon što ona dobiva (lažno) Asjino pismo u kojem piše kako je Asja počinila samoubojstvo. Kasnije Vlado saznaje tko je zapravo Ranko. Pristaje utjerivati dugove za njega, tj. biti mi čovjek od povjerenja, kako bi spasio obitelj. Nakon što mu naredi da ubije Eminu, on napušta Ranka i sakriva Eminu u Zagreb. Nakon očeve smrti, dobiva Rankov kafić koji ne posluje baš najbolje. Kada Emina i on prime Gogu kao konobaricu, posao u kafiću se pomakao s mrtve točke. Emina ga, poslije romantične prosidbe, bez objašnjenja ostavlja i vraća se majci, a on vodi kafić uz Goginu pomoć i odbija da pere novac sa Štefom i Rankom što Dominika natjera da dođe u Vrhovac sa Sneki. Kasnije se Emina vraća, ali Vlado postaje ljubomoran na Dominika koji je zainteresiran za nju. Pomaže Ranku i Tomi u planu raskrinkavanja Dominikovih kriminalnih radnji. Andrija i on dovode glazbenog menadžera iz Zagreba da bi Emina započela pjevačku karijeru.

### Stjepan "Štef" Barić
Štef Barić je šef gradskog poglavarstva, te Profesorov, Tomin, Blažev i Gogin šef. Dinin suprug, Rankov suradnik. Uglavnom radi sve što mu Ranko naredi. Odlučio je, iako je vidio da Ranko vara Sonju sa Snježanom, da ništa ni on ni Dina ne kažu Sonji. Lončarevi su njemu prodali obiteljsku kuću da bi platili troškove Jasnine operacije ne znajući da je Ranko pravi kupac kuće i to Ranko koristi da primora Sonju da mu se vrati. Poslije propalog vjenčanja Ranka i Sonje, useljava se u kuću Lončarevih a njih izbacuje van i oni bivaju primorani da žive kod Edite u vili. Biva skrhkan kada supruga Dina ostavlja. Nakon što saznaje da Dina izlazi s njeogvim bivšim radnikom, smetlarom Blažem, otpušta kolegu Profesora kako bi mu se osvetio. Dvaput do sada nabacivao se svojoj sekretarici Gogi. Prvi put udario ju je po stražnjici i otpustio ju jer je napravila scenu. Tome je prethodila Dinina optužba da ju vara s Gogom. Vrijemenom Goga je vraćena na posao. Drugi put bilo je kada ju je poljubio, nakon što ga je Dina ostavila. Kako bi mu se Dina vratila, laže ju kako ima autoimunu bolest, te kako umire. Ubrzo, Dina diže cijeli grad na noge kako bi pomogli Štefu. Organizira humanitarnu akciju, te prikuplja puno novca za Štefa. Međutim, Blaženka i Milica saznaju da laže, te ga Blaženka ucjenjuje polovicom novca prikupljenih za njegovo lječenje. Blaženka razotkriva Štefa pred čitavim radničkim naseljem, kada se otkrije da je ona dala saglasnost da se stanari istjeraju. Zbog skandala s resortom, podnosi ostavku na mjesto šefa gradskog poglavarstva i time spasi Dominika i Ranka. Živi kod Blaženke, koja mu pomaže da se zaposli kao smetlar. Daje presudan potpis za validaciju Gogine kandidature za gradonačelnicu Vrhovca. Blaženka i on žele da uzmu što više novaca od Dine u brakorastavnoj parnici. Dina njemu i Blaženki ostavlja i više nego što su tražili, ali joj Štef vrača kuću na moru, što mu Blaženka spočitava. Radi kao Gogin tajnik i potajno tuguje za Dinom, ali je sretan što je postao bolji čovjek.

### Dina Barić
Dina Barić je Sonjina radna kolegica iz vrtića i Štefova supruga. Dina je znatiželjna, topla, brzopleta i pomalo lijena. Velika tračerica i brbljavica, ali nije zlonamjerna, istinski je zainteresirana za druge ljude. Bavljenjem tuđim životima zapravo bježi od nesretnog braka i praznine u svom domu. Prosječna, simpatična "cura iz susjedstva", s većim nosom ili zubima ili par kilograma viška - nekim nedostatkom s kojim je opsjednuta i želi ga korigirati misleći da će tako popraviti sve u životu. Ulazi u konflikt s Tomom kada ga optuži da je kriminalac i time rasplače njegovu kćer Mašu. Kasnije optužuje muža Štefa da je vara sa sekretaricom Gogom. Razočarala se u muža kada je po Rankovom naputku istjerao Lončareve iz kuće koju je on ranije, također po Rankovom nalogu, od njih kupio. Ubrzo, Dina ga ostavlja. Pomaže joj smetlar Blaž, s kojim polako ulazi u vezu. To izaziva ljubomoru kod Štefa. Prekida s Blažom kad sazna da mu je Branka više od prijateljice i vraća se Štefu misleći da je bolestan i da umire. S Gogom organizuje dobrotvornu večeru da prikupi novac za operaciju koja bi pomogla Štefu da "ozdravi". Ostavlja ga kad sazna da ju je lagao. Sa Štefom vodi mučnu brakorastavnu parnicu, jer on i Blaženka žele od nje da uzmu što više novaca. Ostavlja im i više nego što su tražili, ali joj Štef vraća sve. Napustila je Hrvatsku i otišla je na put oko svijeta, a trenutno je na Baliju, odakle je Štefu poslala razglednicu.

### Emina Tabaković
Emina Tabaković djevojka je iz unutrašnjosti Hrvatske. Dolazi u Vrhovac u potrazi za sestrom Asjom, koja je radila kao prostitutka u Rankovom bordelu, krijući to od sestre Emine i majke Nade. Asju je slučajno ubila Snježana i zataškala ubojstvo. Kada stiže u Vrhovac kradu joj novčanik. Ona upoznaje Vladu koji joj nudi prenoćište kod sebe. On je dovodi u Rankov kafić, gdje dobiva posao konobarice. Odmah nailazi na Snježanin neprijateljski stav. Odlučna je da sazna što se dogodilo s Asjom, te je više puta riskirala njuškajući po kafiću. Snježana ju je uhvatila i jasno joj dala do znanja kako ne gura nos u njezine stvari. Emina kasnije nalazi Milanov rokovnik u kom nalazi cijene djevojaka iz bordela, između ostalih i Asju. Tu su i brojevi djevojaka. Počinje sumnjati da je u pitanju bio bordel. Tamo nalazi broj djevojke Sare koju naziva i dogovara s njom sastanak, kako bi je pitala jesu li njezine sumnje točne. Milan to saznaje i potplaćuje Saru da laže. Kasnije pomaže Snježani, kada ovoj pozli. Odvodi je u sobu i tamo odlučuje kopati po Snježaninim stvarima. Nalazi papir na kom piše da je Snježana trudna, te time prva saznaje za njezinu trudnoću. Snježana joj govori kako ne smije nikome ništa o tome reći. Ubrzo se zbližavaju i postaju dobre prijateljice. Takođe ulazi u vezu s Vladom. Nešto kasnije, Asjino tijelo je nađeno kraj reke, tokom Rankove zabave. Emina je utučena. Kasnije shvaća da je Vlado poznavao Asju, iako joj je rekao da nije istina. Počinje vjerovati da je on ubio Asju i prekida s njim. Kasnije ga pokušava ubiti, no Tomo je sprečava. Nakon nekog vrijemena, Snježana unajmljuje krivotvorca da krivotvori Asjino pismo u kome se navodi da je počinila samoubojstvo. Vlado je bijesan na Eminu i daje joj otkaz. Kasnije se mire. Ubrzo saznaje da je Ranko kriminalac. To govori Vladi. Nakon što Vlado postaje Rankov čovijek od povjerenja, kako bi pomogao obitelji, Ranko mu naredi da ubije Eminu jer zna previše. On odbija i sakriva Eminu u Zagreb. Vraća se iz Zagreba u trenutku kada se činilo da je pravda stigla Ranka. Nakon Milanove smrti, s Vladom vodi Rankov kafić. Međutim, posao ne cvjeta. Ostavlja Vladu bez objašnjenja i vraća se u Begov Dol, kod majke. Kasnije se vraća u Vrhovac, obnavlja vezu s Vladom, ali joj se Dominik počinje udvarati što ona koristi da sazna tko joj je ubio sestru. Kada kod Tome i Sonje vidi snimku Asjinog ubojstva, odlazi suočiti se sa Snježanom, međutim umjesto toga porodi ju i Snježana joj umire na rukama. Vlado je na prevaru nagovori da zapjeva pred glazbenim menadžerom iz Zagreba, koji joj nudi pjrevačku karijeru. Ona se dvoumi, govori Vladi da biti poznat nije lako, a on joj kaže da bi snjom išao i na kraj svijeta.

### Marija "Maša" Vitez
Maša Vitez je Tomina i Helenina šestogodišnja kći, punim imenom Marija. Brankina obožavana nećakinja. Ime je dobila po odavno pokojnoj baki, Tominoj i Brankinoj majci, ali nitko je tako ne zove, osim Tome kad ga jako naljuti, što je vrlo rijetko. Maša je vesela, bistra i maštovita djevojčica. Vrlo je živahna i fizički spretna. Nažalost, u poduhvatima je često spriječe teški napadi astme. Kratkotrajno, jer se nakon svakog povratka iz bolnice Maša vrati s još boljim planovima za budućnost. Maša je često tužna jer joj majka Helena nije tu, a Tomo joj ne želi rijeći istinu. Kada čuje razgovor Tome i Edite oko Heleninog napuštanja obitelji bježi. Ranko je spašava. Kasnije je Tomo odlučuje upisati u vrtić. Međutim, Dina mu govori kako je sve puno, isključivo zbog toga što je "kriminalac". Maša čuje Dinin komentar i rasplače se. Kasnije je sve riješeno i Maša odlazi u vrtić gdje upoznaje Pavića i postaju najbolji prijatelji. Maša je izuzetno sretna Heleninim iznenadnim dolaskom i svađa se s ocem Tomom kada on odlučuje izbaciti Helenu. Maša slijepo izvršava Helenine želje. Helena želi da otme Mašu Tomi, te je nagovara da glumi asmatične napade kas se svađaju, da pobjegne s njom, ali to su sve "njihove male tajne". Nakon što i Tomo i Helena ispadaju loši roditelji, socijalna služba ju smješta u Dom, odakle je Ranko izbavi. Bila je ljuta na mamu i tatu što je nisu izbavili iz Doma i postala strašno agresivna - jednom je Editu gurnula niz stepenice vile. Poslije razgovora s tatom, oprašta im i vraća se tati da živi s njim, a potom s Brankom i Blažom odlazi u Austriju. Vraća se u Vrhovac na Tomino i Sonjino vjenčanje, kao i Branka i Blaž.

### Gordana "Goga" Biškup
Goga Biškup Štefova je sekretarica. Njezin je glavni adut ljepota, te u nju najviše i ulaže. Goga je zgodna, mlada, ljepa, spontana, zabavna, te nikako naivna i nepromišljena. Ipak malo neodgovorna. Brankina je najbolja drugarica i otprilike "član njezine obitelji", u čemu Goga uživa. Također je i Brankina cimerica - izbačena je iz svog stana zbog ne plaćanja računa. Plaću je trošila na cipele, odjeću, te šminku. Zaljubljena je u Tomu, te se od prvog dana zalaže za njega kod Štefa. Iz ovog razloga ne podnosi Sonju. Kratko je bila i u vezi s njim, no on joj govori kako od nje želi samo prijateljstvo, zbog čega je Goga ljuta. Branka joj u povjerenju govori istinu o njezinom ocu Damiru i Editi, a iznervirana Goga to u afektu govori Tomi. Time posvađa Tomu s Brankom. Branka je ljuta, te je izbacuje iz stana. Ipak se mire. Nakon što je Štef udari po stražnjici, naljuti se te mu daje ostavku, no kasnije biva primljena natrag na posao. Kasnije, nakon Dininog odlaska, poljubi je, te ga Goga izvrijeđa i daje ostavku. Nakon toga, Emina i Vlado joj daju posao u kafiću i već tokom prvog dana koketira s Rusom. Sutradan, odlučuje u Vladinom kafiću organizirati plesnu večer, kako bi mu podigla popularnost. U početku deluje kao ogromni uspjeh, međutim Goga na kratko doživi krah kada nestaje struje. Ipak, sve riješava Rus, te ga sretna Goga poljubi. Zbog Maše, seli se od Branke i živi u nekadašnjoj Snježaninoj sobi. U vezi je s Andrijom, Profesorovim sinom dok ne sazna da on surađuje s Rankom svim mještanima iza leđa. Kandidira se za gradonačelnicu Vrhovca, što i postaje šest mjeseci kasnije. Kada se otkrije da je Andrija imao ključnu ulogu u smještanju Dominika u zatvor, oprašta mu.

### Blaženko "Blaž" Balog
Blaž Balog Tomin i Profesorov je kolega iz smetlarskog kamiona. Blaž nema kompliciranu priču iza sebe. On je jednostavno smetlar. I time je savršeno zadovoljan. Blaž je zapravo veseljak, priprost, skroman i poprilično duhovit. Karakter mu je blag, voli ljude i vidi najbolje u njima. Šlampav, štrkljav, pomalo smotan. Vrlo simpatičan. Tomin dolazak u njihov kamion Blaž isprva prima neprijateljski. Priprost kakav je, on jednostavno prenosi stav malog mjesta - velika faca se vratila iz velikog grada i to podvijenog repa, a mislio je da ljudima može krojiti sudbine. Blaževo puno ime je Blaženko. Zaljubljen u Tominu stariju sestru Branku, no ona ga odbija. Nakon što Branka kreće izlaziti s Hrvojem, Blaž ne podnosi Hrvoja. Kasnije daje otkaz na mjesto smetlara da bi okrenuo novu stranicu u životu. Živi s bakom Blaženkom i s njom skuplja stare boce. Nakon što Dina ostavlja Štefa, Blaž joj nudi prenoćište. Ubrzo ulaze u vezu, što izaziva ljubomoru kod Štefa, ali i kod Branke, koja kaže da je raskrstila s Blažom. Kasnije Blaž i Dina prekidaju i on počinje vezu s Brankom koja prerasta u brak. Napušta Hrvatsku s Brankom i Mašom i odlaze u Austriju. Vraćaju se na Sonjino i Tomino vjenčanje.

### Zdenko "Profesor" Majdak
Zdenko Majdak Tomin je i Blažov kolega, vozač smetlarskog kamiona. Iznimno inteligentan, obrazovan i smiren čovjek.
Pomiren sa sudbinom, sklon filozofskoj rezignaciji i blagoj ironiji i pesimizmu. Iskusan, mudar, dobronamjeran, nesklon lako osuditi druge - neka vrsta moralnog kompasa suradnicima. Bivši teški alkoholičar, zbog čega je izgubio obitelj i ugledan posao te potencijalnu akademsku karijeru. Nikad se ne žali, zahvalan je za posao i smatra da je skupljanje smeća izvrstan način da se upozna ljudski rod. Editu upoznaje dok je pomagao Tomi oko štete napravljene na njegovoj kući. Ubrzo se zbližavaju, a kasnije Profesor počinje živjeti s Editom. Oni prekinu kada Edita otkrije da je Ranko njezin sin i zbog toga zapostavi ljude oko sebe, ali se zbližavaju kada otkriju da im sinovi surađuju u kriminalnim radnjama, i na kraju ponovno postaju par. Ni on ni Edita ne žele da Dominiku otkriju gdje je Ranko, kada on pobjegne iz zatvora, zbog čega trpe Dominikovu torturu. U kompliciranim je odnosima sa svonim sinom Andrijom, ali se oni postupno zbližavaju i naposljetku postaju pravi otac i sin.

### Mario "Rus" Akrap
Rus Akrap Rankov je vozač i tjelohranitelj. Opasan, hladnokrvan, izrazito šutljiv, izaziva strah u svima. U mjestu se priča da je bio godinama u Rusiji, tamo preživio zatvor, ali nitko zapravo ne zna otkud je niti kakva je njegova priča. Netipično, Rus kad god ne obavlja razne prljave poslove za Ranka, uvijek čita knjige. Zajedno sa Sonjom skriva od Ranka da je Snježana ostala živa poslije pada u provaliju. Kada to najmanje bude očekivao dogodit će mu se iznenadna ljubav - Goga. Kada Ranko sazna da je Snježana živa, on pokuša da ga ubije ali nema snage pa to Dominik učini. Rus je nekada bio pošten čovjek, ali smrt njegove trudne supruge mu je unistla život. Ranko ga je spasio i on je počeo raditi za njega.

### Helena Vitez
Helena Vitez Tomina je bivša supruga i Mašina majka koja ih je ostavila i otišla u Njemačku. Govori Tomi i Maši kako će se vratiti na Mašin rođendan. U Njemačkoj radi za Marcusa i ubrzo ulazi u vezu s njim i govori Tomi kako se ne vraća. Nakon što ju Ranko i Rus obavijeste da bi mogla izgubiti Mašu, vraća se u Vrhovac na Mašin rođendan u trenutku kada su Tomo i Sonja započeli emotivnu vezu i uspijeva ih na neko vrijeme rastaviti. U to vrijeme, Tomo je poslao Heleni papire za razvod i ona je bila na korak da ih potpiše, no povratkom u Hrvatsku, po Rankovom nalogu odustaje. Trudila se da povrati obiteljski život koji je nekad imala, no uporno nailazi na Tomino odbijanje. Kada Tomo sazna da ju je Ranko poslao u Vrhovac i da je tjerala Mašu da hini astmatične napadaje kada se svađaju, izbacuje je iz kuće. Tome je također prethodio Helenin plan da pobjegne s Mašom, koji je otkrila Branka. Rus ju tada smješta kod Ranka. Ona se namjerno udari pepeljarom i prijavljuje Tomu policiji za obiteljsko nasilje, no policija ga pušta zahvaljujući Sonji. Nakon što se Helena i Tomo pokažu kao loši roditelji, Maša odlazi u dom. Zato Helena odlazi Tomi i predlaže mu da pred socijalnom radnicom glume da su u sretnom braku, kako bi im vratila Mašu. Ona se doseljava u Tominu kuću, te odatle odlazi Sonja, što ide Ranku u korist. Ubrzo na plesnoj večeri u Vladinom i Emininom kafiću, u uredu, strasno poljubi Tomu, što Sonja vidi te se naljuti. Tomo se osjeća loše te šalje Sonji poruku da se nađu i razriješe sve. Helena vidi poruku i poduzme radikalne mjere - omami Tomu tabletama i inscenira da ih Sonja zatekne u krevetu. Šokirana Sonja odlazi, uvjerena da ju je Tomo izdao. Tomo se budi i zove Sonju, ali ona mu se ne javlja. Tomo je izbacuje iz kuće, a Ranko je dovodi u vilu da bi razveselio Mašu. Mori je griža savjesti kada vidi da atmosfera u vili loše utiče na Mašu, a doživljava psihički slom kada vidi Dominika u Rankovoj vili i shvati da oni surađuju. Pokušala se ubiti ispred Ranka i Tome, i završava na psihijatriji. Shvaća da je ljubomora na Tomu i osveta dovela do dna i napušta Vrhovac, davši Tomi potpisane papire za razvod. Vraća se na Tomino i Sonjino vjenčanje izliječena i spremna za novi početak. Našla je posao u Vrhovcu, gdje se doseljava, te je sad stalno s Mašom.

### Hrvoje Bulić
Hrvoje Bulić je policijski inspektor iz Zagreba koji u Vrhovac dolazi kako bi razjasnio detalje Asjine smrti i Tomin dobar prijatelj. Zbog problema s kockarskim dugovima pada pod Rankovu kontrolu, ali zahvaljujući Snježani izmiruje dugove. Kasnije, zajedno s Tomom istražuje Ranka i njegove poslove. Saznaju da je Ranko držao bordel i Hrvoje odvodi Ranka u zatvor. Pod Dominikovim utjecajem, uništava dokaze protiv Ranka i tako Ranko izlazi iz zatvora. Da se ne bi za to saznalo, Heleni pomaže da pobjegne s Mašom. Nakon toga, napušta Vrhovac i njegova sudbina se ne spominje. Jedno vrijeme bio je u vezi s Brankom, što je izazvalo netrpeljivost između Blaža i Hrvoja.

## Gostujući likovi
- Blaženka Balog (Asja Jovanović) Blažova je naporna i uvjek džangrizava baka, s kojom je on prinuđen živjeti.
- Damir i Marija Vitez (Slavko Sobin i Sara Moser) Tomini su i Brankini pokojni roditelji. Poginuli u promjetnoj nesreći zbog Editine i Damirove afere.
- Nada Tabaković (Mirjana Sinožić) je Asjina i Eminina majka.
- Grgić (Dražen Mikulić) je načelnik Vrhovca. Radi sve što mu Ranko zapovjedi, makar bilo ilegalno. Nakon propale izgradnje resorta na radničkom naselju, gubi posao i Dominik ga ubija.
- Gordan Lalić (Ivica Pucar) primarijus je koji je otkrio Jasnin tumor i operirao ju.
- Asja Tabaković (Sara Duvnjak) je prostitutka u Rankovom bordelu i Eminina sestra, koju je slučajno u gurnjavi ubila Snježana.
- Dominik Orešković (Velibor Topić) šef je policije i Rankov suradnik. Čovjek koji je smjestio Tomi. Kod njega se krila Snježana. Ubio je Rusa i Grgića. Planira na mjestu radničkog naselja izgraditi resort, što ne uspijeva. Kasnije, smješta Ranku Rusovo i Asjino ubojstvo, Ranko beži iz zatvora, Dominik traga za njim. Kasnije otima Sonju, međutim Tomo i Ranko ju spasavaju, a Tomo hapsi Dominika koji je u zatvoru ubijen.
- Sara (Ivona Kundert) prostitutka je Rankovog bivšeg bordela.
- Katarina Klarić (Sanja Marin) socijalna je radnica koja radi na slučaju skrbništva nad Mašom. Nakon što odbija dati Ranku skrbništvo nad Mašom, on ju, uz Dominikovu pomoć, udaljava sa slučaja.
- Vera Kumrić (Biserka Ipša) Editina je bivša sluškinja i Jasnina prijateljica. Jedina zna da je Editino dijete još uvijek živo. Na samrti se vraća u Vrhovac gonjena krivnjom i odlučuje Editi reći istinu. Međutim, smrt je preduhitri, te umire Editi na rukama ne rekavši joj istinu. Kako god, ipak je uspjela reći Sonji istinu prije smrti.
- Andrija Golubić (Andrej Dojkić) Zdenkov je sin. Odvjetnik. U vezi s Gogom.
- Miroslav Leskovar (Aleksandar Cvjetković) Editin je pokojni suprug. Bio je dosta stariji od Edite, koja ga nije voljela. Ljut na Damirovu i Editinu aferu, te nakon rađanja njihovog djeteta, naređuje Veri da ga se riješi.
- Marcus Pašalić (Filip Juričić) je Helenin poslodavac i ljubavnik iz Njemačke, kog Ranko potplaćuje svjedočiti u Heleninu korist na sudu.
- Lovre Pavić (Sandi Cenov) je doktor, otac Pavića, Mašinog prijatelja. Branka jedno vrijeme izlazi s njim, a također se sviđa i Gogi.
- Milica (Jadranka Elezović) je Blaženkina prijateljica.
- Doktorica Jurić (Jasna Palić-Picukarić) kirurginja je u općoj bolnici Vrhovca, bori se za Vladin život nakon njegove prometne nesreće.

## Vanjske poveznice
- Čista ljubav u internetskoj bazi filmova IMDb-a